# Steuerentstrickung
Die Steuerentstrickung bezeichnet einen Vorgang im deutschen Ertragsteuerrecht, durch den stille Reserven eines Wirtschaftsguts – ohne einen Umsatzakt am Markt – aufgedeckt und besteuert werden, wenn diese der deutschen Besteuerung entzogen werden.
Im Internationalen Steuerrecht wird zwischen der persönlichen (sog. Wegzugsbesteuerung, Begründung eines zweiten Wohnsitzes im Ausland) und der sachlichen Steuerentstrickung (bei Überführung vom Betriebsvermögen ins Ausland) unterschieden.

## Überführung von Wirtschaftsgütern des Anlagevermögens ins Ausland
Im Falle der sachlichen Steuerentstrickung wird ein Wirtschaftsgut des inländischen Stammhauses an eine ausländische Betriebsstätte überlassen. Dabei stellt sich die Frage, was mit den stillen Reserven passiert, die in den Bilanzansätzen dieses Wirtschaftsgutes entstanden sind.
Allgemeine Voraussetzung für die Aufdeckung der stillen Reserven ist, dass Deutschland das Besteuerungsrecht dafür hatte und dieses Recht nach der Überführung des Wirtschaftsgutes in die ausländische Betriebsstätte entweder ausgeschlossen oder beschränkt wird.

## Theorie der finalen Entnahme
Die Theorie der finalen Entnahme besagt, dass ein Unternehmer bei der Überführung eines Wirtschaftsgutes aus dem Inland in eine ausländische Betriebsstätte die in diesem Wirtschaftsgut angesammelten stillen Reserven sofort aufdecken und versteuern muss. Der Bundesfinanzhof (BFH) hat mit Urteil vom 28. Oktober 2009 I R 99/08 diese Rechtsprechung aufgegeben. Mit neuer Regelung hat der BFH stattdessen die Grundlage für eine Sofortbesteuerung verneint.
Wenn das Wirtschaftsgut später von der ausländischen Betriebsstätte verkauft wird, werden die dadurch „realisierten“ stillen Reserven, soweit sie in Deutschland erwirtschaftet worden sind, weiterhin der deutschen Besteuerung unterliegen.
Dies gilt auch dann, wenn der Gewinn aus dem in das Ausland überführten Wirtschaftsgut aufgrund eines Doppelbesteuerungsabkommens (DBA) von der inländischen Besteuerung freigestellt ist und wenn der Unternehmer auch seinen Wohnsitz in das Ausland verlegt hat.
Nach neuer Gesetzregelung besteht allerdings immer die Gefahr von Doppelbesteuerungen. Insbesondere, wenn auch ein anderer DBA-Staat das Besteuerungsrecht, das ihm im Abkommen zugewiesen worden ist, bei der späteren Aufdeckung der stillen Reserven uneingeschränkt ausübt.
Dieses Urteil betraf eine Betriebsverlegung im Jahre 1995. Mit § 4 Abs. 1 Satz 3 des Einkommensteuergesetzes wurde ein sog. „Entstrickungsparagraph“ eingeführt, der darauf abzielt, die bisher fehlende Rechtsgrundlage für die „Theorie der finalen Entnahme“ zu schaffen.
Mit dem „Entstrickungsparagraph“ wird eine Überführung des Wirtschaftsgutes an eine ausländische Betriebsstätte wie eine Entnahme oder Veräußerung behandelt. Infolgedessen müssen die stillen Reserven, die im Wirtschaftsgut enthalten sind, aufgedeckt werden. Mit der Einführung des „Entstrickungsparagraphs“ wollte der Gesetzgeber zum einen die Standortattraktivität Deutschlands verbessern und zum anderen das deutsche Besteuerungsrecht erweitern.

## Ausgleichspostenmethode nach § 4g des Einkommensteuergesetzes
Bildung des Ausgleichspostens, um Sofortversteuerung des Entstrickungsgewinns zu vermeiden.
Mit dem § 4g EStG räumt der deutsche Gesetzgeber dem Steuerpflichtigen die Möglichkeit zur Bildung des Ausgleichspostens ein. Demzufolge kann ein Ausgleichsposten in Höhe der aufzudeckenden stillen Reserven nach dem § 4 Abs. 1 Satz 4 gebildet werden. Der Ausgleichsposten muss gem. § 4g Abs. 2 Satz 1 EStG im Wirtschaftsjahr und in den vier folgenden Wirtschaftsjahren aufgelöst werden. Somit vermeidet man mit Hilfe des Ausgleichspostens den sofortigen Ausweis eines Gewinns und folglich die sofortige Besteuerung. Der Ausgleichsposten kann nur auf Antrag und ausschließlich im Fall der Überführung eines Wirtschaftsgutes innerhalb der Europäischen Union erfolgen.
Beispiel:
Der deutsche Traktorhersteller Müller produziert einen Traktor zu Herstellungskosten i.H.v. 100.000 €. Das Fahrzeug wird an eine ausländische Betriebsstätte in einem anderen EU-Staat überführt und dort anschließend genutzt. Der Marktpreis für den Traktor beträgt 150.000 €. Müller stellt gem. § 4g Abs. 1 Satz 1 EStG einen Antrag auf Ansatz eines Ausgleichspostens.
I. Buchung bei der Überführung des Traktors an die Betriebsstätte (aus Ebene des Stammhauses):
```
Bank/Forderung 150.000 € an   Anlagevermögen 100.000 €
                              Ertrag 50.000 €
```

II. Buchung des Ausgleichspostens auf Ebene des Stammhauses:
```
Ertrag 50.000 €  an   Ausgleichsposten 50.000 €
```

III. Buchung auf Ebene des Stammhauses in den Jahren 1 bis 5:
Jährliche Auflösung des Ausgleichspostens beträgt: 50.000 € / 5 Jahre = 10.000 €
```
Ausgleichsposten 10.000 €  an   Ertrag 10.000 €
```

Ergebnis: Ohne Antrag auf Ansatz des Ausgleichspostens müsste Herr Müller 50.000 € als Gewinn im ersten Jahr sofort versteuern. Bei der Anwendung des Ausgleichspostens hat er die Möglichkeit diese 50.000 € zu stunden und versteuert dann jährlich 10.000 €. Letztendlich handelt es sich um eine Verteilung des Veräußerungsgewinns auf die nächsten fünf Jahre.